# Himantura pacifica
Himantura pacifica  (лат.) — малоизученный вид рода хвостоколов-гимантур из семейства хвостоко́ловых отряда хвостоколообразных надотряда скатов. Они обитают в тропических водах восточной части Тихого океана. Максимальная зарегистрированная ширина диска 60 см. Грудные плавники этих скатов срастаются с головой, образуя овальный диск. Кили на хвостовом стебле отсутствуют. Подобно прочим хвостоколообразным Himantura pacifica размножаются яйцеживорождением. Эмбрионы развиваются в утробе матери, питаясь желтком и гистотрофом.

## Таксономия и филогенез
Впервые новый вид был научно описан в 1941 году. Вид назван географическому месту обитания (Тихий океан). Типовые экземпляры были собраны у побережья Коста-Рики (10°55′ с. ш. 85°48′ з. д.). В 1999 году валидность вида была подвергнута сомнению.
Вероятно, виды Himantura pacifica и Himantura schmardae являются близкородственными. Эти имеют морфологическое сходство, в частности у обоих видов в области «плеч» пролегает ряд колючек, покрытых четырьмя радиальными гребнями. На основании особенностей мандибулярной мускулатуры и сочленения было выдвинуто предположение о бо́льшей близости этой группы видов к роду речных хвостоколов семейства Potamotrygonidae, чем к группе индо-тихоокеанских хвостоколов-гимантур. На нём возникла гипотеза, согласно которой Himantura pacifica, Himantura schmardae и речные хвостоколы произошли от эвригалинный предков, обитавших вдоль северного побережья Южной Америки до формирования Панамского перешейка. Однако она вызывает сомнения, поскольку на основании паразитологических данных речные хвостоколы близкородственны тихоокеанскому роду Urobatis.

## Ареал и места обитания
Himantura pacifica обитают у тихоокеанского побережья Центральной Америки от Оахаки, Мексика, до Коста Рики, а также вокруг Галапагосских островов. Эти скаты встречаются у берега на мелководье на мягком грунте. Заплывают в солоноватые воды. 

## Описание
Грудные плавники этих скатов срастаются с головой, образуя овальный диск, длина слегка превышает ширину. Передний край слегка изогнут и формирует тупой угол, кончик рыла немного выступает за края диска. Позади глаз расположены брызгальца. На вентральной поверхности диска расположены 5 пар жаберных щелей, рот и ноздри. Между ноздрями пролегает лоскут кожи с бахромчатым нижним краем. Мелкие притуплённые зубы выстроены в шахматном порядке и образуют плоскую поверхность. Кожные складки на хвостовом стебле отсутствуют. Дорсальная поверхность диска и хвостового стебля плотно покрыта чешуйками. В районе «плеч» пролегает ряд крупных бляшек, покрытых радиальными гребнями.  На дорсальной поверхности хвостового стебля расположен тонкий шип, соединённый протоками с ядовитой железой. Максимальная зарегистрированная ширина диска 60 см, а общая длина 150 см.

## Биология
Подобно прочим хвостоколообразным Himantura pacifica  относится к яйцеживородящим рыбам. Эмбрионы развиваются в утробе матери, питаясь желтком и гистотрофом. На этих скатах паразитируют цестоды Acanthobothroides pacificus и Rhinebothrium geminum.

## Взаимодействие с человеком
Международный союз охраны природы ещё не оценил статус сохранности вида. 